# Riccò del Golfo di Spezia
Riccò del Golfo di Spezia (en lígur: Ricò, en llatí: Ricotium) és un comune (municipi) de la província de La Spezia, a la regió italiana de la Ligúria, situat uns 80 km al sud-est de Gènova i uns 10 km al nord-est de La Spezia. El 31 de desembre de 2011 tenia 3.537 habitants.
Limita amb els municipis de Beverino, Follo, La Spezia, Riomaggiore i Vernazza.

## Frazioni
El municipi de Riccò del Golfo di Spezia conté les frazioni (pobles o llogarets) següents: Bovecchio, Camedone, Caresana, Carpena, Casella, Debbio, Porcale, Graveglia, Pian di Barca, Ponzò, Quaratica, San Benedetto i Valdipino.

## Evolució demogràfica
| Gràfica d'evolució de Riccò del Golfo di Spezia entre 1861 i                      |
|                                                                                   |
| Font: Istituto Nazionale di Statistica (ISTAT) - Elaboració gràfica de Viquipèdia |